# Гідрокарбілідинова група
Гідрокарбілідинова група (рос. гидрокарбилидиновая группа, англ. hydrocarbylidyne group) — тривалентна група RC≡, утворена з вуглеводню відніманням трьох атомів Н від одного й того ж атома С, вільні валентності якого задіяні в потрійному зв'язку.